# إميل روزنبرغ
إميل روزنبرغ (بالإستونية: Emil Woldemar Rosenberg) هو عالم تشريح وأحيائي إستوني، ولد في 26 أبريل 1842، وتوفي في 29 ديسمبر 1925 في ميونخ في ألمانيا.